# AD Barrealeña
La Asociación Deportiva Barrealeña es un club de fútbol que juega en LINAFA. Juega en Ulloa Barreal de Heredia.

## Historia
La A.D. Barrealeña es el sétimo equipo de fútbol que tuvo la provincia de Heredia en la Primera División de LINAFA. Entre sus mayores rivales estuvieron las selecciones de San Pablo de Heredia, Santa Bárbara, Cantón de Flores, Belén y San Rafael.
Anteriormente en los años 70´s los barrealeños fueron representados por la Selección de Ulloa (La Milagrosa y Once Estrellas), y en el año 1977 se funda la Asociación Deportiva Barrealeña.
Para 1980 logra el título de cuarta división de COFA provincial clasificando a nivel nacional disputa contra la Selección de Río Frío de Sarapiquí, Selección de Escazú, Nicoya F.C, Nandayure, Cooperativa Victoria de Grecia, Escuela Iztarú de Cartago, Cedros de Guadalupe y DATSUN de San José, entre otros. Estos últimos de San José, Guanacaste y Cartago llegan a la final nacional y seis años más tarde ostenta un campeonato de Tercera División de Ascenso por la provincia de Heredia.
La A.D. Barrealeña juega la final de terceras divisiones de ANAFA por Heredia en el estadio Eladio Rosabal Cordero, frente a la Selección de Santa Bárbara. El anotador del único tanto fue Miguel Ángel Marin Ramírez.
Un dato interesante es que los de Ulloa de Heredia ganaron los torneos interregionales por la provincia de Heredia en calidad de invictos. Consecutivamente los títulos de 1983 y 1984.
Fue hasta 1986 que logró su ascenso para el campeonato de Segunda División B también invicto en la eliminatoria regional. Y luego de muchos años de lucha logra el subcampeonato en la temporada 1999-2000; perdiendo la final frente a Cartagena de Santa Cruz de Guanacaste. Luego se corona monarca en las temporadas 2005-06 y 2008-09, en que fue inquilino de la Liga de Ascenso.

## Uniforme en épocas anteriores
- Uniforme titular: Camiseta azul con blanco, pantalón azul, medias blancas.
- Uniforme alternativo: Camiseta azul, pantalón blanco, medias azules.

## Ascenso a las Ligas Federadas
- Tercera División de Ascenso 1983

- Segunda División B de Ascenso 1986

- Segunda División de Costa Rica 2005-06 y 2008-09

## Palmarés
- Campeón Nacional de Cuarta División por COFA Heredia (1): 1980

- Campeón Nacional de Tercera División de Ascenso por ANAFA Heredia (3): 1983-84- 1986

Subcampeón en Segunda División B de ANAFA. Temporada 1999-2000
- Primera División de ANAFA (LINAFA) (2): 2005-06-2008-09